# Matthias Freihof

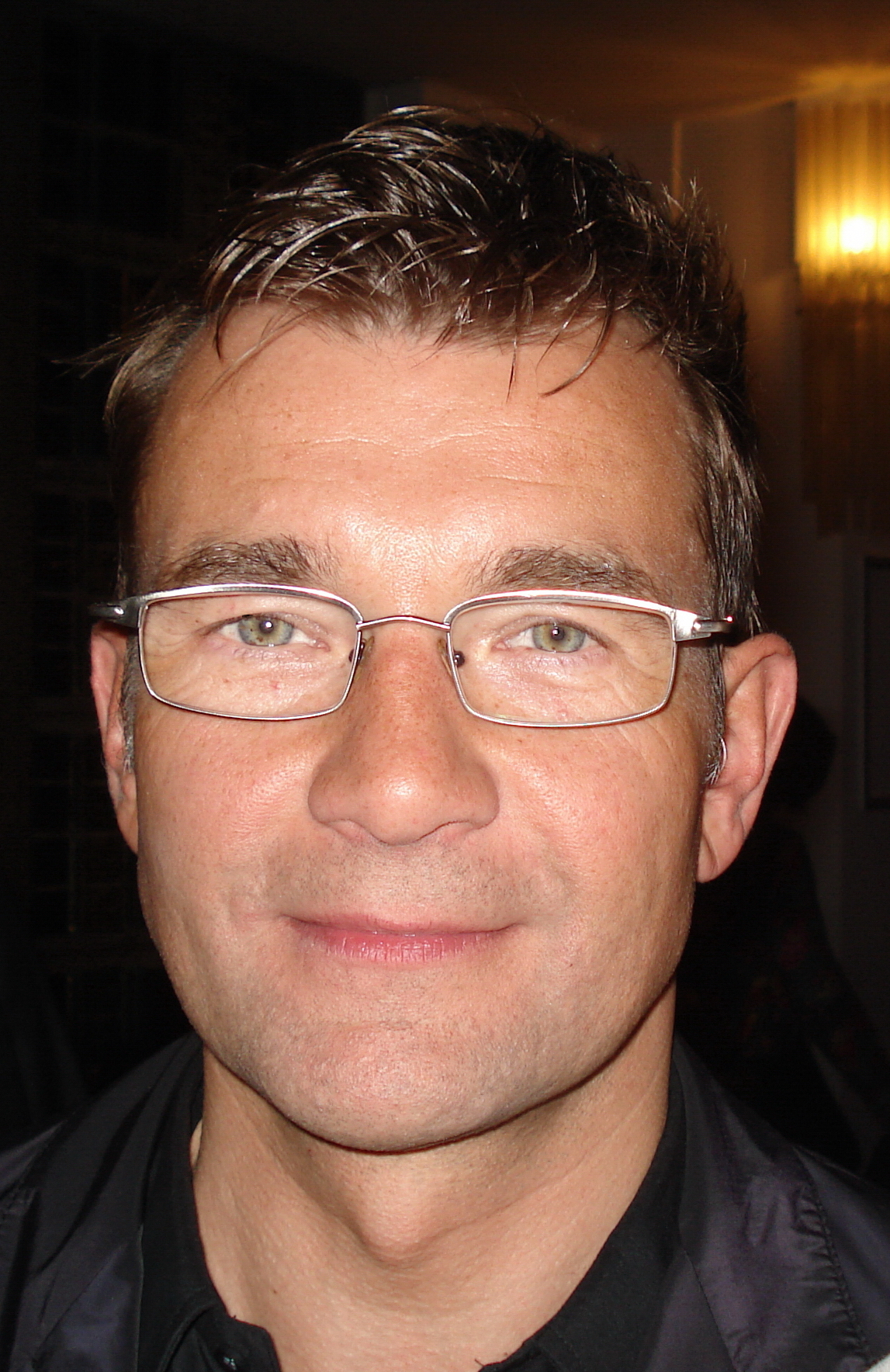
Matthias Freihof im Friedrichstadtpalast Berlin – April 2009

Matthias Freihof (* 25. November 1961 in Plauen) ist ein deutscher Schauspieler, Synchronsprecher und Sänger.

## Leben
Nach dem Abitur und der Ableistung seines dreijährigen Wehrdienstes in der NVA studierte Freihof von 1983 bis 1987 an der Schauspielschule Ernst Busch in Berlin. Sein Bühnendebüt gab er am Berliner Maxim-Gorki-Theater. Anschließend war er zwei Jahre am Kleist-Theater in Frankfurt an der Oder engagiert. Er trat an verschiedenen Berliner Bühnen (Berliner Ensemble, Volksbühne, Renaissance-Theater, Schlosspark-Theater, Kleines Theater am Südwestkorso) auf und gastierte mehrfach an der Komödie Düsseldorf und in Österreich am Stadttheater Klagenfurt. Seit 2022 spielt er in Berlin und auf Tournee die Rolle von Sigmund Freud in der Komödie Münchhausen oder: Freuds letzte Reise von Sönke Andresen in einer Produktion der Komödie am Kurfürstendamm.
1986 stand er erstmals für den TV-Zweiteiler Ernst Thälmann vor der Kamera. 1987 spielte er in der Filmbiografie Käthe Kollwitz – Bilder eines Lebens Peter Kollwitz, den zweiten Sohn der Bildhauerin, Malerin und Grafikerin Käthe Kollwitz. Mit der Hauptrolle als Lehrer Philipp Klarmann in Coming Out, dem ersten DDR-Film mit homosexuellem Inhalt, gelang ihm im Jahr 1989 der Durchbruch.
Nach der Wende war er von 1996 bis 1997 in der ARD-Seifenoper Marienhof als Lehrer Boris Magnus zu sehen. In Heinrich Breloers Todesspiel (1997) spielte Freihof den Lufthansa-Chefpiloten Jürgen Schumann. Von 1998 bis 2003 spielte er die Rolle des Assistenten Lorenz Wigand von Hauptkommissar Siska in der gleichnamigen ZDF-Krimiserie. In Lea Katz – Die Kriminalpsychologin: Einer von uns (1999), dem zweiten und zugleich letzten Film der ZDF-Kriminalfilmreihe Lea Katz – Die Kriminalpsychologin mit Martina Gedeck, verkörperte er den Erzieher Bernd May, der eine sexuelle Misshandlung begangen haben soll.
Gastauftritte hatte er unter anderem in Der Alte, Mona M. – Mit den Waffen einer Frau, Alarm für Cobra 11 – Die Autobahnpolizei und Stubbe – Von Fall zu Fall.
In dem Kinofilm Operation Walküre – Das Stauffenberg-Attentat von 2008, der das Attentat auf Adolf Hitler vom 20. Juli 1944 rekonstruiert und in dem Tom Cruise den Part des Stauffenberg übernahm, verkörperte Freihof den Reichsführer SS, Heinrich Himmler.
2021 spielte er in der fünfteiligen ARD-Serie All You Need die Rolle des Volker.
Matthias Freihof betätigt sich neben seinen Arbeiten auf der Bühne und vor der Kamera als Synchronsprecher. In dem in den Walt Disney Studios entstandenen US-amerikanischen 30. abendfüllenden Zeichentrickfilm Die Schöne und das Biest, einer Adaption des gleichnamigen französischen Volksmärchen, und den Fortsetzungen Die Schöne und das Biest – Weihnachtszauber und Belles zauberhafte Welt sprach und sang er die Rolle des Biestes, das im Original von Robby Benson gesprochen wird.
Freihof ist neben seiner Schauspiel- und Sprechtätigkeit als Sänger aktiv. Eines seiner Lieder trägt den Titel Schmeckt dein Leben nach Kamillentee (1989). 1993 veröffentlichte er gemeinsam mit der Band L’art de passage das Album Leidenschaften und interpretierte mit selbiger Band und Gisela May Lieder von Jacques Brel.
Zeitweilig lehrte er als Dozent an der Schauspielschule Ernst Busch und der Berliner Schule für Schauspiel. Er ist Mitglied der Deutschen Filmakademie.
Freihof lebt in Berlin. Er lebt offen homosexuell. Im Februar 2021 war Freihof Teil der Initiative #ActOut im SZ-Magazin, zusammen mit 184 anderen lesbischen, schwulen, bisexuellen, queeren, intergeschlechtlichen und transgender Personen aus dem Bereich der darstellenden Künste.

## Theater (Auswahl)
- 1984: Ein Sommernachtstraum – Regie: Thomas Langhoff
- 1987–1989: My Fair Lady – Regie: F. C. Pemmann
- 1987–1989: Die Herrmannsschlacht – Regie: M. Helle
- 1990–1991: Jacques Brel – Eine Hommage – mit Gisela May – Regie: Uwe Lohse
- 1990–1991: Brecht-Matinee mit Gisela May
- 1990–1991: Romanisches Café – Theaterrevue – Regie: Frank Lienert/Gerhard Haase-Hindenberg
- 1991–1992: Die Fantasticks – Friedrichstadtpalast Berlin, Kleine Bühne – Regie: U. Lohse – Rolle: Matt
- 1991–1992: Leidenschaften – Friedrichstadtpalast Berlin, Kleine Revue – Regie: U. Lohse
- 2005: Wie einst im Mai – Schlosspark Theater – Regie: Andreas Gergen – Rolle: Fritz Jüterbog
- 2005–2007: Die süßesten Früchte – Komödie Düsseldorf – Regie: Andreas Schmidt – Rolle: Michael; anschließend Komödie Winterhuder Fährhaus Hamburg, Komödie Berlin (Tournee)
- 2006: Butterbrot – Theaterproduktion Düsseldorf (Tournee) – Regie: Anatol Preissler – Rolle: Martin
- 2007: Ganze Kerle – Komödie Düsseldorf (Regie)
- 2008: Ghetto – Stadttheater Klagenfurt – Rolle: Gens
- 2008–2009: Venedig im Schnee – Komödie Düsseldorf – Regie: Ulf Dietrich – Rolle: Christoph, anschließend Theatergastspiele Kempf (Tournee)
- 2009: Kollaboration – Theater im Rathaus Essen – Regie: Wolfgang Engel – Rolle: Stefan Zweig
- 2015: Fast Normal – Renaissance-Theater Berlin – Rolle: Dr. Fine/Madden
- 2016: Ziemlich beste Freunde – Schlossfestspiele Neersen – Regie: Jan Bodinus – Rolle: Philippe
- 2017: Das Original – Kleines Theater Berlin – Regie: Karin Bares – Rolle: Lionel
- 2018: Im weißen Rößl – Schlossfestspiele Neersen – Regie: Lajos Wenzel – Rolle: Leopold
- 2019: Drei Männer im Schnee – Kleines Theater am Südwestkorso – Regie: Karin Bares – Rolle: Geheimrat Tobler
- 2023–2024: Der Sittich – Kleines Theater am Südwestkorso – Regie: Karin Bares
- 2022–2025: Münchhausen – Oder Freuds letzte Reise – Komödie Winterhuder Fährhaus Hamburg – Regie: Andreas Gergen – Rolle: Sigmund Freud

## Musikalische Programme
- 1992: Leidenschaften, Friedrichstadtpalast Berlin mit der Band L’art de passage
- 1993/94: Leidenschaften (Tourneen in Europa, Asien, Südamerika, VAE, Oman)
- seit 1994: Weihnachtsreise, Konzertprogramm mit Stefan Kling (Piano)
- 1995/96: Marry Me...a Little, Broadway-Songs von Lust bis Frust mit Stefan Kling (Piano)
- seit 2017: Angeschossen – Freihof singt Karma mit Stefan Kling (Piano)

## Filmografie
- 1986: Ernst Thälmann
- 1987: Die erste Reihe
- 1987: Käthe Kollwitz – Bilder eines Lebens (Kino)
- 1989: Coming Out (Kino)
- 1991: Mokka für den Tiger
- 1993: Motzki (Fernsehserie, Folge Der Schlüssel)
- 1993: Ein Fall für zwei (Fernsehserie, Folge Gelegenheit macht Mörder)
- 1994: Die Männer vom K3 (Fernsehserie, Folge Ein friedliches Dorf)
- 1994–2012: SOKO 5113/SOKO München  (Fernsehserie, verschiedene Rollen, 4 Folgen)
- 1996: Alarm für Cobra 11 – Die Autobahnpolizei (Fernsehserie, 8 Folgen)
- 1996: SK-Babies (Fernsehserie, Folge Gefährlicher Verdacht)
- 1996–1997: Marienhof (Fernsehserie, 3 Folgen)
- 1996: Liane
- 1997: Todesspiel (Fernsehdoku)
- 1997: Parkhotel Stern (Fernsehserie, Folge Big Trouble)
- 1997: Der Alte (Fernsehserie, verschiedene Rollen, 2 Folgen)
- 1997: Inseln unter dem Wind (Fernsehserie, Folge Abgestürzt)
- 1998–2003: Siska (Fernsehserie, 50 Folgen)
- 1999: Lea Katz – Die Kriminalpsychologin: Einer von uns
- 2000: Zurück auf Los!
- 2000: Für alle Fälle Stefanie (Fernsehserie, Folge Bis aufs Blut)
- 2000: Stubbe – Von Fall zu Fall: Tod des Models (Fernsehreihe)
- 2001: Vera Brühne
- 2002: Highspeed – Die Ledercops (Fernsehserie, Folge Leopardenjagd)
- 2002: Führer Ex (Kino)
- 2004–2022: In aller Freundschaft (Fernsehserie, verschiedene Rollen, 3 Folgen)
- 2004: Tatort: Teufelskreis (Fernsehreihe)
- 2006: Die Krähen
- 2007: SOKO Rhein-Main (Fernsehserie, Folge Kumpels aus Kamerun)
- 2007–2014: Küstenwache  (Fernsehserie, verschiedene Rollen, 3 Folgen)
- 2008: Operation Walküre – Das Stauffenberg-Attentat (Valkyrie, Kino)
- 2009–2023: SOKO Wismar (Fernsehserie, verschiedene Rollen, 3 Folgen)
- 2009–2020: Notruf Hafenkante (Fernsehserie, verschiedene Rollen, 3 Folgen)
- 2009–2021: SOKO Leipzig (Fernsehserie, verschiedene Rollen, 4 Folgen)
- 2010: Die Friseuse (Kino)
- 2010: Tatort: Im Netz der Lügen
- 2011, 2013: SOKO Stuttgart (Fernsehserie, verschiedene Rollen, 2 Folgen)
- 2012: Nicht mit mir, Liebling
- 2014: Letzte Spur Berlin (Fernsehserie, Folge Blendung)
- 2014: Sprung ins Leben
- 2018: Weissensee (Fernsehserie, Folge Blühendes Land)
- 2018: Ihr seid natürlich eingeladen
- 2018: Gloria, die schönste Kuh meiner Schwester
- 2020: Erzgebirgskrimi – Tödlicher Akkord (Fernsehreihe)
- 2020: In aller Freundschaft – Die jungen Ärzte (Fernsehserie, Folge Spiegel)
- 2021: Inga Lindström: Das Haus der 1000 Sterne (Fernsehreihe)
- 2021: All You Need (Fernsehserie)
- 2024: Der Fall Marianne Voss
- 2024: Tatort: Stille Nacht (Fernsehreihe)

## Auszeichnungen
- 1986: Erich-Weinert-Medaille, Kunstpreis der FDJ[10]
- 1990: Nachwuchsdarstellerpreis auf dem 6. Nationalen Spielfilmfestival der DDR für Coming Out
- 1990: Silberner Bär der Berlinale auf dem Internationalen Filmfestival Berlin
- 1990: Teddy der Berlinale auf dem Internationalen Filmfestival Berlin
- 2025: Askania Award (Bester Darsteller)